# Dawid Bieńkowski
Dawid Bieńkowski (ur. 5 maja 1963 w Warszawie) – polski pisarz i psychoterapeuta, laureat Nagrody Fundacji im. Kościelskich.

## Życiorys
Syn literatów: Zbigniewa Bieńkowskiego i Małgorzaty Hillar. Ukończył XI Liceum Ogólnokształcące im. Mikołaja Reja w Warszawie, następnie zdobył tytuł magistra psychologii na Uniwersytecie Warszawskim. Wydał trzy powieści: Jest (Agawa 2001), Nic (WAB 2005), Biało-czerwony (2007 WAB). Pracuje jako psychoterapeuta.

## Twórczość
Opublikował następujące powieści:
- Jest, Wydawnictwo Agawa, Warszawa 2001, ISBN 83-85571-23-X[2] książka otrzymała wyróżnienie w konkursie o nagrodę literacką im. Mackiewicza, nagrodę im. Andrzeja Kijowskiego oraz Nagrodę Fundacji im. Kościelskich[3].
- Nic, Wydawnictwo W.A.B. 2005, ISBN 83-7414-057-7.
- Biało-czerwony, Wydawnictwo W.A.B. 2007, ISBN 978-83-7414-349-3[4]